# タイ・レシオ
タイ・レシオ（英: Tie ratio タイレシオとも表記）とは、テレビゲーム市場において、ソフト販売の静的な勢いを示す指数である。以下の数式により算出される。
- タイ・レシオ＝ソフト販売本数／ハード販売台数

タイ・レシオは無次元であるが、ハード1台当たりのソフト販売本数に相当するため、「タイ・レシオは3.2本」などと、便宜的に本を付けて利用されることがある。主にテレビゲーム市場におけるソフト販売の分析に利用される。
ハード一台につき所属（アタッチ）する率という意味で、ソフトウェア・アタッチ・レート(Software attach rate)と呼ばれることもある。